# 長宗我部兼綱
長宗我部 兼綱（ちょうそかべ かねつな）は、長宗我部氏の第13代当主。
父は第12代の兼能。正平22年/貞治8年（1367年）頃に所領を一部削られている。兼綱の跡は子の能重が継いだ。